# 溫哥華華埠

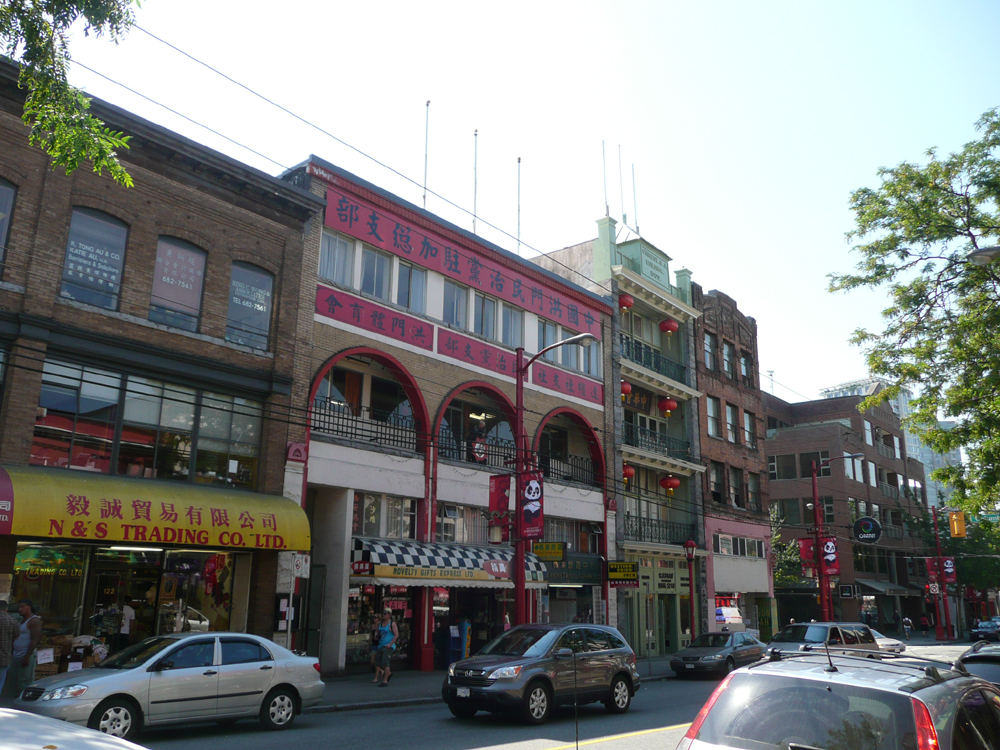
溫哥華華埠片打東街一景。圖中可見洪門民治黨駐加總支部、中華會館和新亞旅館。

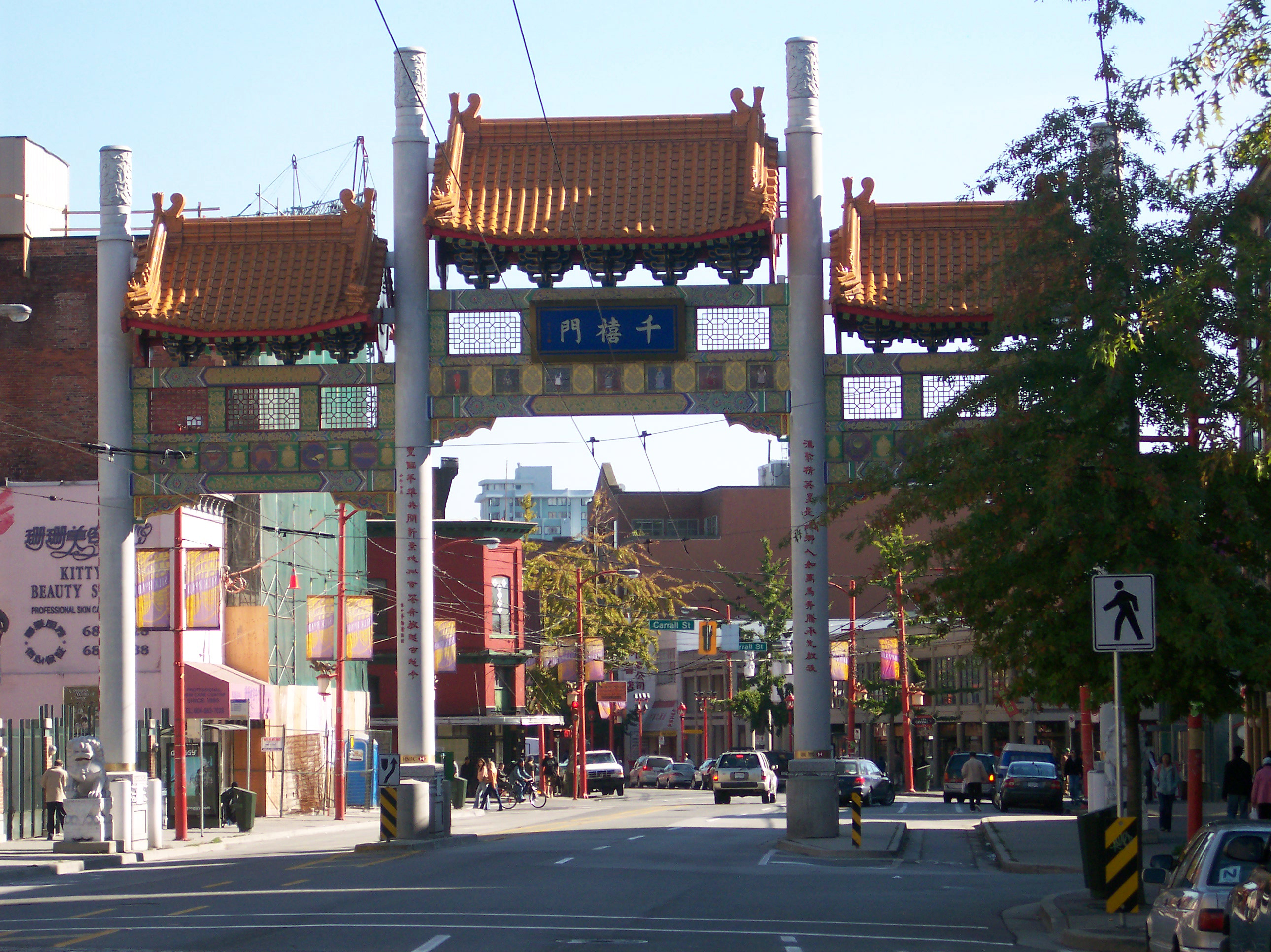
華埠千禧門牌坊（東望）

溫哥華華埠（又稱溫哥華唐人街、溫哥華中華城），位於加拿大卑詩省溫哥華，是北美洲繼三藩市唐人街後面積最大的華埠。位置接近溫哥華西區的中央商業區，北鄰市中心東端，東臨士達孔拿區；而市中心東端的廣義覆蓋範圍也包括了華埠。根據溫哥華市政府的官方劃定，華埠是大致以喜士定街和片打街之間的後巷（即前孖結街）、裕仁街、歌雅街和泰萊街為界。區内的商業活動主要集中在緬街、片打街和奇化街上。溫哥華架空列車的體育館－華埠站則設於華埠的西端邊緣處，是整個架空列車系統中唯一擁有官方中文名的車站。

## 歷史

### 早期發展
加拿大太平洋鐵路於1881年動工，旨在將新加入聯邦的卑詩省以鐵路連接至加國東部。工程動用了大批華工，而項目於1885年至1886年間竣工後，那批華工頓時失業。當中部分人開始到鐵路總站所在的溫哥華（當時華人將之稱為「鹹水埠」）工作，主要從事洗衣、裁縫和送貨等行業，並聚居於片打街和上海巷一帶，溫哥華的華埠自此形成。到1887年華埠人口約有90人，「China Town」一詞更出現於主流報章中。
有見溫哥華具有作為鐵路總站和深水海港的優勢，物流和人流於加拿大西岸的落腳點亦從以往的域多利改為溫哥華，連帶溫哥華華埠亦迅速發展。另一方面，當年卑詩第二大華人聚居地二埠於1898年被大火燒毀後，溫哥華華埠亦吸納了部分原居二埠的華人。溫哥華的華人人口到1901年已接近2900人，到1911年更達3559人，超越華人社區較早成型的域多利，成為全加拿大最多華人聚居的城市。溫哥華在這十多年間時有發生排華事件（如1907年由排亞聯盟發動的暴亂），華人受形勢所逼亦將其活動範圍局限於華埠以内並組結社團以求自保。
聯邦政府的《1923年華人入境法令》（華人稱之為「排華法」）於當年通過後，除個別例子外華人嚴禁進入加拿大，為華埠的發展帶來窒礙，到該法於1947年被推翻後才有所改善。到了1950年代末期，華埠以及鄰近的士達孔拿區再度出現顯著的增長，兩者亦逐漸結合成一個相輔相承的社區。

### 面臨威脅

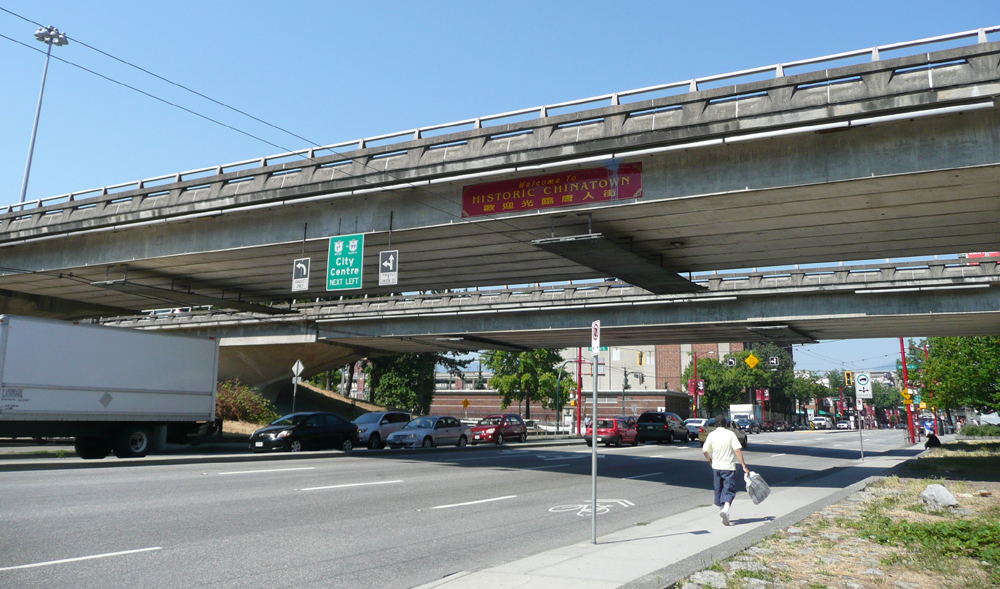
位於華埠以南的佐治街和登斯梅街高架橋，是當年公路計劃的僅餘部分

溫哥華市政府於1950年代已開始研究於市内興建高速公路網，市議會並於1967年宣佈具體計劃，當中來回8綫行車的南北向公路將取代卡路街的走綫，而東西向公路則大致於裕仁街和派亞街之間穿越士達孔拿區，兩者並於現裕仁街夾魁北克街西南處交匯。
為了落實此計劃，當局需於華埠、士達孔拿區和煤氣鎮一帶清拆多座建築物，令該帶面目全非。該三區的居民和商戶於是聯手反抗公路計劃，並獲其它主流團體（如溫哥華貿易局）聲援，遂於1968年逼使市政府放棄計劃。此舉不但成功挽救該帶的社區，更改變了溫哥華的城市規劃模式，為溫哥華日後的公共交通發展和市中心高密度化奠下基礎。華埠逃過清拆厄運後，省政府於1971年將之列為歷史城區。
然而，隨著華人在社區的地位在20世紀中後期日漸提高，其行動上的制肘亦相對減小，令部分人開始選擇於華埠以外置業。而自1980年代起遷至大溫哥華地區的華人移民大多具有一定的經濟能力，可負擔於大溫其他市鎮（如列治文和本拿比）定居和創業，同時亦吸引越來越多的亞裔商戶於華埠以外營商。華人的衣食住行不再限於華埠以内，令華埠人口青黃不接之餘，生意亦一落千丈。亦有說華埠列為歷史區後為保留區内特色而附設的建築限制反而窒礙其發展，令發展商轉移到列治文等新區大興土木。另一方面，市中心東端日益惡化的毒品、娼妓和治安問題令大溫居民對該帶望而生畏，連帶也為鄰近的華埠帶來負面影響。種種因素構成惡性循環，令溫哥華華埠面臨「後唐人街時代」的沉重挑戰。

### 重振華埠
有見及此，華埠商界近年從多方面著手整頓該帶，包括聘用私人保安以改善治安；更新市場推廣手法；以及將區内的舊建築翻新成住宅或商鋪。此外，溫哥華市政府亦於2001年成立振興華埠委員會，旨在為華埠提供近景的復興措施，以及放眼於該區的長遠發展。目前經已實行的具體振興華埠項目包括：
- 千禧門（Millennium Gate）牌坊工程（見下）；
- 將區内街道包裝成「絲綢之路」步行徑，並加入識別系統，以便遊人在區内步行探索；
- 於奇化街夾哥倫比亞街的東北角豎立加華豐碑（2004年落成），並將此街角重整成廣場，以紀念加拿大華人對加國所作出的貢獻。

因應華埠居民和商戶的建議，運輸聯線於2004年10月14日將位於華埠西端邊緣處國際村一帶的架空列車體育館站更名為體育館－華埠站（Stadium-Chinatown Station），為華埠作宣傳之用。該站於奇化街入口的招牌並註有「體育館／華埠（唐人街）」的繁體中文字樣。
市政府亦於2009年聯同華埠社區組織向加拿大公園管理局申請將華埠列為加拿大國家史蹟，並於2011年獲聯邦政府接納。
另一方面，市政府於2000年代亦就放寬華埠内的建築高度限制進行諮詢，期間市政府曾一度提出容許部分地段興建樓高30層的建築，令部分團體（如華埠歷史保護聯盟）憂慮華埠的歷史特色會受損。經過數年諮詢後，市政府於2010年通過以下方案：
- 將片打街沿途高度限制定為7層；
- 將片打街以南、裕仁街、哥倫比亞街和歌雅街為界以内地段的高度限制放寬至7-9層，而更改土地用途後可高至12層；
- 將三個地段的高度限制放寬至15層。

此舉目的是方便區内發展多層住宅和商業建築，從而為華埠帶來穩定的客源之餘，亦同時保留該區的文化遺產。保育團體歡迎市政府放棄30層建築方案，但其它團體（如華埠商業促進會）卻認為放寬後的高度限制仍不足以為華埠帶來轉機。
市政府亦有意於市中心興建現代有軌電車系統，當中第一期延綫將沿魁北克街和哥倫比亞街穿越華埠。現時此計劃還在紙上談兵階段，尚未落實執行。

## 中文媒體
中文報章《大漢公報》於1907年創刊後，報社早期設於華埠卡路街443-445號，後於1939年遷至附近的片打東街1號。該報於1992年停刊後，片打東街1號報社一直丟空，到2007年由一家電器店遷入。
多元文化電視台卑詩省分台（OMNI BC；前稱channel m）的總部從2003年至2010年間設於片打東街和哥倫比亞街的交界；該台於2010年遷至福溪南岸。

## 特色建築

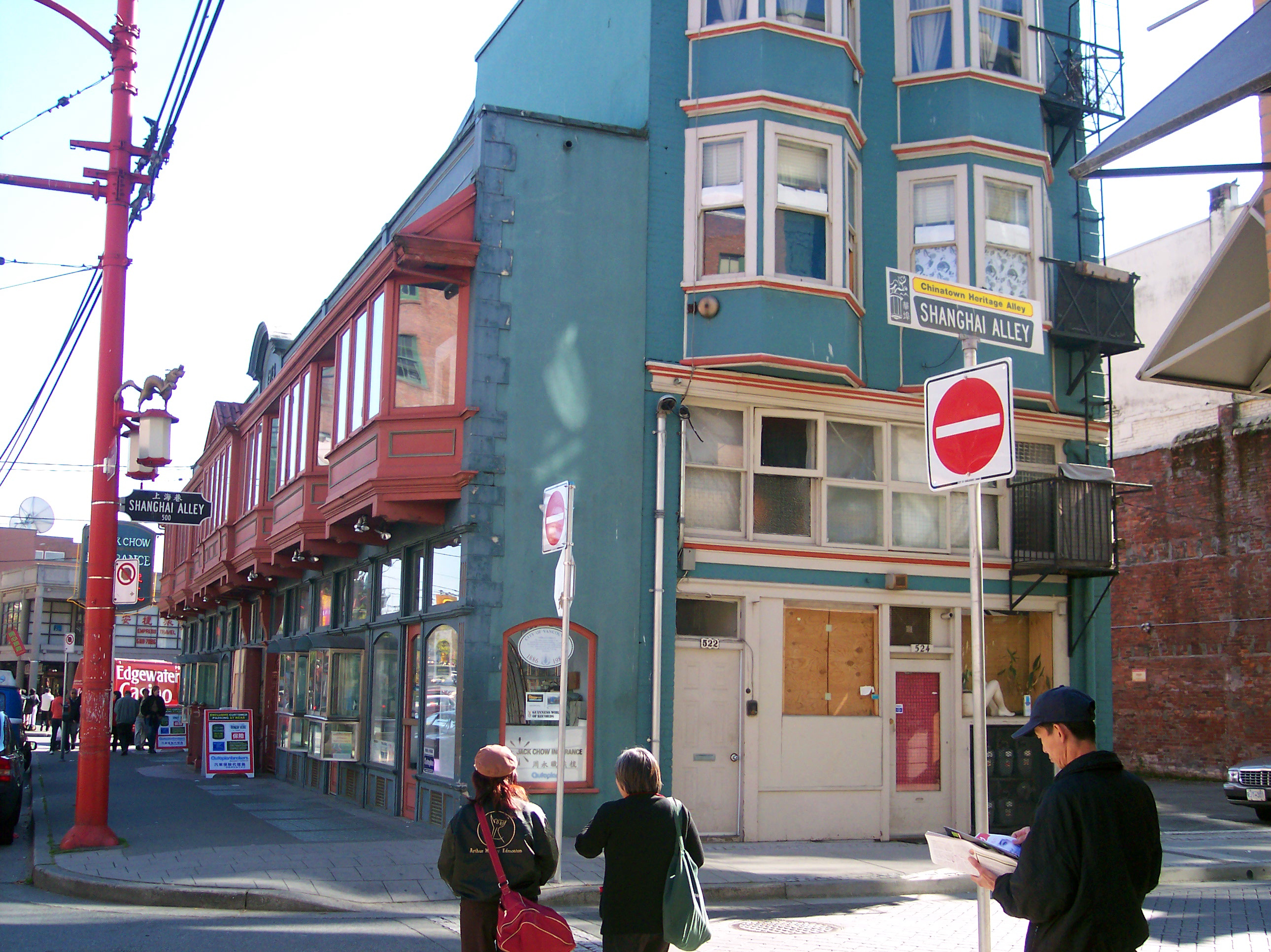
三記號側面（上海巷門牌522和524號皆不屬三記號大樓）

- 千禧門（Millennium Gate）牌坊位於片打西街，為華埠的西端門廊。牌坊於2002年8月1日正式揭幕，工程耗資105萬加元，部分款項由聯邦政府、省政府和市政府提供，而餘下約30萬元則由社區籌募。[23]

- 三記號大樓（Sam Kee Building）位於片打西街和卡路街交界，於1913年落成，一樓只有4尺11寸（150釐米）濶，二樓連窗台也只有6尺（183釐米）濶，被健力士世界紀錄大全列為全世界最窄的商用建築物。大樓於1986年完成重修，現為一間保險公司所在。[24][25]

- 溫哥華華埠立有姊妹城市廣州贈送的雲石中華門牌坊。中華門為1986年世界博覽會内中國館的牌樓。世博會過後由中華人民共和國政府贈予溫哥華市，再由市政府轉交華埠社區，並置於中華文化中心門前。牌樓於2001年拆卸重修，並於2005年10月22日原址重置後重新揭幕。[26]

## 外部連結
- Vancouver Chinatown Revitalization Committee website （页面存档备份，存于）
- 華埠商業促進會網頁
- 溫哥華市政府網頁 華埠步行旅遊簡介 （页面存档备份，存于）
- 溫哥華市政府網頁 華埠舊照圖集 （页面存档备份，存于）